# Fontoy
Fontoy är en kommun i departementet Moselle i regionen Grand Est (tidigare regionen Lorraine) i nordöstra Frankrike. Kommunen ligger i kantonen Fontoy som tillhör arrondissementet Thionville-Ouest. År 2022 hade Fontoy 3 163 invånare.

## Befolkningsutveckling
Antalet invånare i kommunen Fontoy
| Referens: INSEE |